# Катьяяна (грамматик)
Катьяяна (санскр. Кâtyâyana) — древнеиндийский санскритский грамматик. Написал род комментариев — «Vârttikas» («дополнительные правила и примечания») — к труду другого знаменитого грамматика, Панини. О грамматике Катьяяны существует ряд легенд: ещё ребёнком он отличался такой памятью и способностями, что мог наизусть повторить целую драму, виденную им в театре, или запомнить сразу целую пратишакхью. Иногда он считается воплощением полубога Пушпаданты и т. д. Катьяяна является также автором древнейшей грамматики священного языка пали. Катьяяне приписываются также одна из ведийских сутр и пратишакхья к белой Яджурведе.
Его нередко отождествляли с грамматиком Вараручи.
Время жизни Катьяяны определяется у разных учёных различно: наиболее вероятно мнение Бётлингка, относящего его ко II веку до н. э. Предположение Бетлинга согласуется также с вероятным временем жизни известного грамматика Патанджали, писавшего скоро после Катьяяны и полемизировавшего с ним.